# Saltillomimus

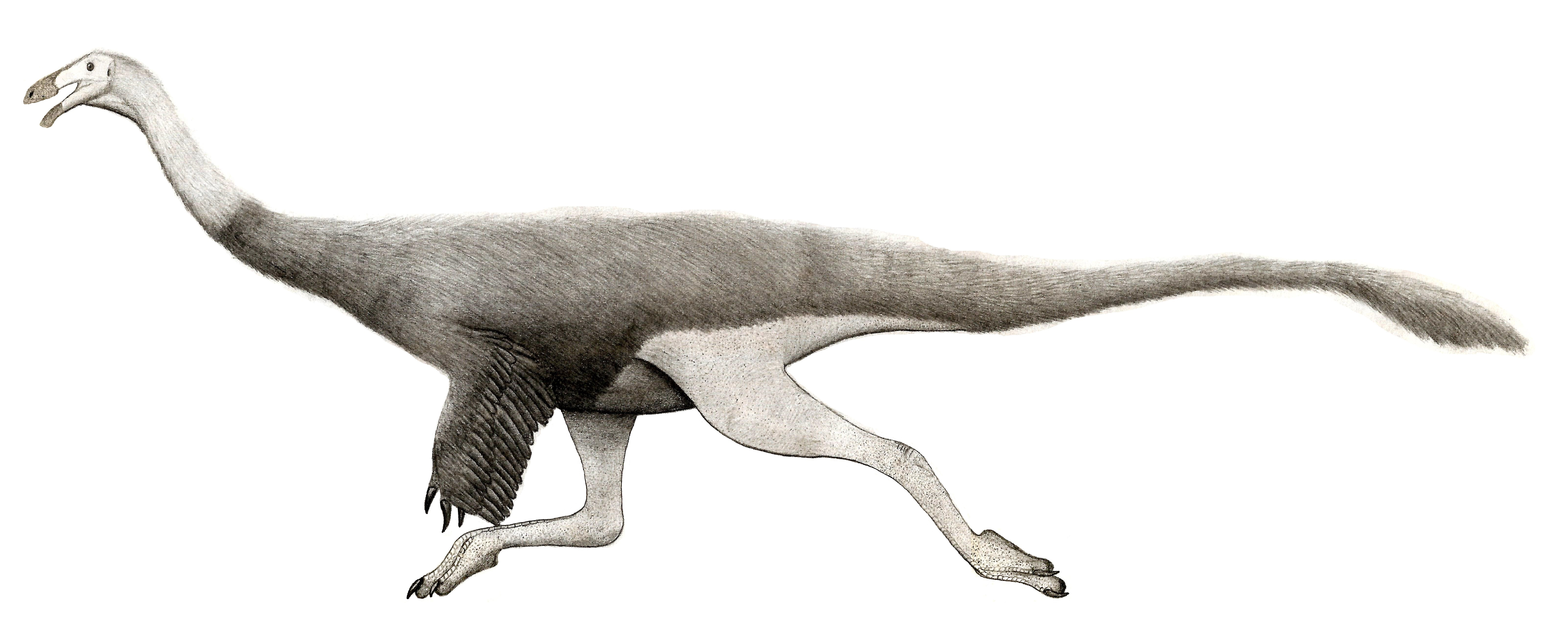
Reconstrucción del Ornitomimido encontrado de General Cepeda, Coahuila.

Saltillomimus rapidus es un género inválido de dinosaurio terópodo, que vivió durante el período Cretácico tardío en el área del México actual.
En 1998, Martha Carolina Aguillón Martínez encontró restos de un terópodo en La Majada, cerca del General Cepeda. En 2010 lo describió en su disertación y lo llamó Saltillomimus rapidus, pero por el momento se ha mantenido como un nomen ex dissertatione.
El 20 de noviembre de 2014, Martínez anunció que sería publicado de manera válida como el tipo de Saltillomimus rapidus. El nombre genérico vincula una referencia a Saltillo, en el Museo del Desierto, del cual es la cabeza de la Paleontología de los Vertebrados, con el griego antiguo μῖμος, mimos, "imitador", por pertenecer a los Ornithomimosauria. El nombre de la especie significa "rápido" en latín, una referencia a la alta velocidad que el animal podría alcanzar, estimada por el autor entre setenta y ochenta kilómetros por hora.
El holotipo, SEPCP 16/237, se encontró en una capa que data de finales de la época del Campaniense, alrededor de 72,5 millones de años. Consiste en un esqueleto parcial sin el cráneo de un adulto. Se han conservado: partes de la pelvis, una pata trasera derecha y huesos de la mano. En las inmediaciones, se encontraron más huesos que pudieron provenir del mismo individuo. Incluyen un hueso púbico y una pata trasera izquierda. Además, había huesos del frente de un animal pequeño, posiblemente una cría de Saltillomimus, el espécimen SEPCP 16/221.
Saltillomimus era un ornitomimosaurio relativamente grande con una longitud corporal estimada de tres metros.